# Georg Pettersson (friidrottare)
John Georg Pettersson, född 20 februari 1883 Norrköping, död 23 november 1964, var en svensk friidrottare (medel- och långdistanslöpning) och tävlade för klubben IFK Norrköping. 

## Främsta meriter
Pettersson var officiell svensk rekordhållare på 10 000 meter 1910 till 1918. Han vann SM-guld i terränglöpning 8 km åren 1909-1910.

## Karriär
Pettersson deltog 1908 i OS i London och blev där utslagen på 5 engelska mil. Han var med i det svenska laget på laglöpning 3 engelska mil som slogs ut i försöken. 
Den 5 juni 1910 i Halmstad övertog Pettersson med ett lopp på 31.30,0 John Svanbergs svenska rekord på 10 000 meter från 1908. Han behöll det till 1918 då Eric Backman slog det.